# خوان إسكوبار
خوان إسكوبار (بالإسبانية: Juan Escobar) (3 يوليو 1995 بلوكي في باراغواي - ) هو مدرب كرة قدم ولاعب كرة قدم باراغواياني في مركز الدفاع. شارك مع منتخب الباراغواي تحت 20 سنة لكرة القدم. أما مع النوادي، فقد لعب مع سبورتيفو لوكوينو.

## مسيرته الكروية
لعب خوان إسكوبار خلال مسيرته الاحترافية مع 3 أندية في سبعة مواسم وسجل خلالها 6 أهداف ضمن 173 مباراة. ولم يفز بأي موسم بالكأس أو بالدوري.
خاض خوان إسكوبار مسيرته مع نادي سبورتيفو لوكوينو في موسم 2014 ليلعب معه أربعة مواسم، مشاركًا في 97 مباراة سجل خلالها هدفًا واحدًا. ثم انتقل إلى نادي سيرو بورتينيو في عامي 2018-2020 ولمدة موسمين، حيث شارك في 54 مباراة سجل خلالها 4 أهداف. لينتقل بعدها إلى نادي كروز آزول في موسم 2019–20 لمدة موسم واحد، مشاركًا في 22 مباراة سجل خلالها هدفًا واحدًا.

## وصلات خارجية
- خوان إسكوبار على موقع قاعدة بيانات كرة القدم.إي يو (الإنجليزية)
- خوان إسكوبار على موقع قاعدة بيانات كرة القدم.إي يو (الإنجليزية)
- خوان إسكوبار على موقع قاعدة بيانات كرة القدم.إي يو (الإنجليزية)
- خوان إسكوبار على موقع ناشيونال فوتبول تيمز (الإنجليزية)
- خوان إسكوبار على موقع Soccerway.com (الإنجليزية)
- خوان إسكوبار على موقع AS.com (الإسبانية)